# Fernando Viola
Fernando Viola (né le 14 mars 1951 à Torrazza Piemonte dans la province de Turin et mort le 5 février 2001 à Rome) est un joueur de football italien.

## Biographie
Surnommé Nando, Viola a évolué durant la plupart de sa carrière pour la Lazio, pendant cinq saisons (trois en Serie A et deux en Serie B).
Formé par la Juventus FC où il a joué trois saisons (avec entre cette période un prêt à Mantoue) sans avoir pu s'imposer en tant que titulaire (il y joue son premier match le 15 septembre 1971 lors d'un large succès contre Marsa en C3 6-0), il est également passé par le Cagliari Calcio pour une saison avant d'être acquis par la Lazio où il reste jusqu'en 1982 (avec une parenthèse d'une saison au Bologne Football Club en 1977).
Il fut impliqué dans le scandale des paris truqués du Totonero en 1980 avec d'autres joueurs tels que Paolo Rossi, Lionello Manfredonia ou encore Bruno Giordano. La Lazio fut rétrogradée en serie B et Viola y resta encore deux saisons.
Il retrouve la Serie A à l'été 1982 avec le Genoa Cricket and Football Club, avec qui il évolue durant deux saisons, dont la deuxième qui voit le club descendre en D2.
Il termine sa carrière à l'Associazione Sportiva Dilettantistica Barletta, club de Serie C1, puis en 1985/1986, il évolue dans son dernier club, l'ASC Subiaco.
Il meurt à Rome à presque cinquante ans, victime d'un accident de la route dans le quartier des Parioli, au volant de son scooter.

## Palmarès
Juventus
- Championnat d'Italie (2) :
  - Champion : 1971-72 et 1974-75.
  - Vice-champion : 1973-74.